# Pałac w Chodorowie
Pałac w Chodorowie – wybudowany w 1860 r. przez Karola de Vauxa w Chodorowie.

## Historia
Piętrowy obiekt z wysokim parterem wybudowany na planie prostokąta przez barona Karola de Vauxa, męża Elżbiety Lanckorońskiej (ur. 1844), zwieńczony był wysokim dachem czterospadowym. Pałac spalony podczas I wojny światowej w 1915 r. przez wojska rosyjskie.

## Nowy pałac
Eugeniusz Lubomirski de Vaux (1895-1982), w latach 1932–1933 zbudował nowy pałac w stylu art déco, który przetrwał do czasów współczesnych.

## Galeria

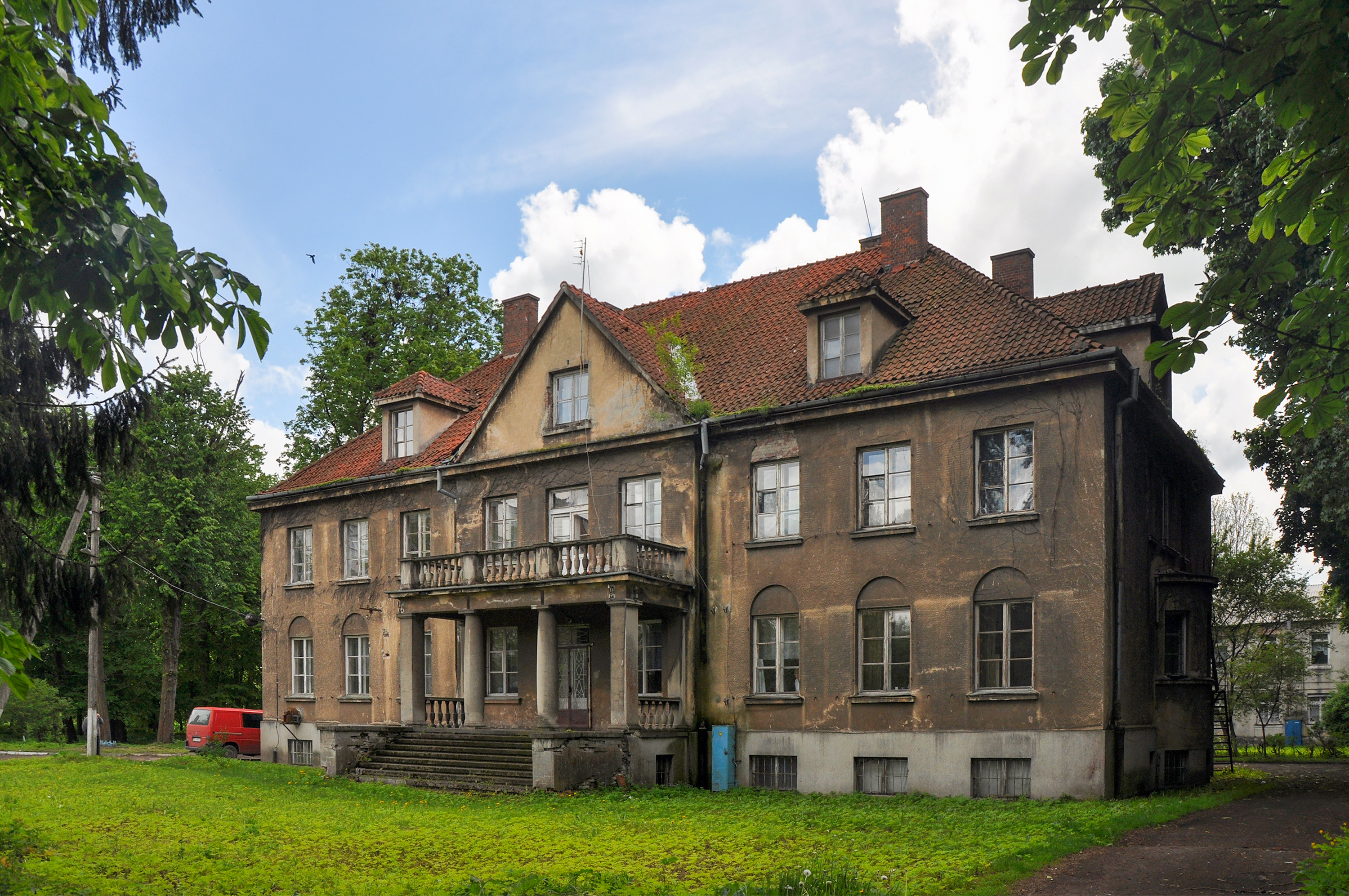
Pałac
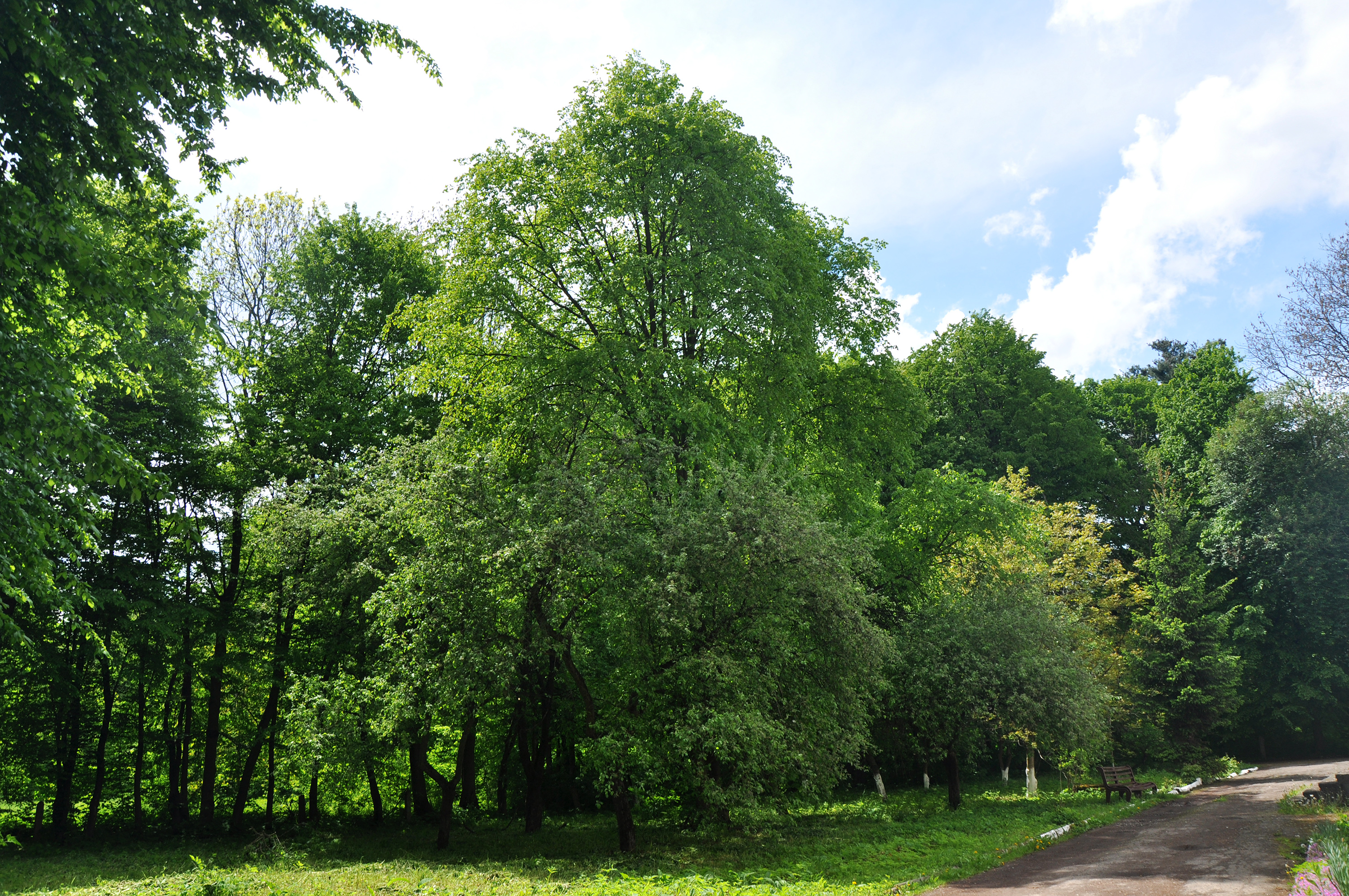
Park